# Azerat

Azerat este o comună în departamentul Dordogne din sud-vestul Franței. În 2009 avea o populație de 416 de locuitori.

## Geografie

### Prezentare generală
La est de departamentul Dordogne, orașul Azerat este udat de un mic afluent al Vézère: Cern (sau Douime).
Altitudinea minimă, de 128 de metri, este la est, unde Cern părăsește orașul pentru a intra în zona La Bachellerie, în amonte de localitatea Moulin du Jarry. Altitudinea maximă cu 317 de metri este situată în nord-estul extrem, în apropierea localității Queyrelie.
Satul Azerat, traversat de drumul provincial 6089, se află în distanțe mari de cerc, la 4 km est-nord-est de Thenon și la opt kilometri vest-nord-vest de Lardin-Saint-Lazare. Trei kilometri mai spre est, pe comuna La Bachellerie, este intersecția nr. 17 a autostrăzii A89 (axa Bordeaux - Lyon) care traversează teritoriul municipiului de la vest la est.
Orașul este, de asemenea, deservit de drumul provincial 67 spre nord-vest.

## Toponimie
Numele localității este atestat în forma Azerat și latină Aseracum în 1365.
Numele orașului provine de la numele unui caracter galo-roman, Acer urmat de sufixul -acum, corespunzător "domeniului lui Acer".
În Occitană, orașul poartă numele de Aserat.

## Istorie
Construcția capelei Notre-Dame-de-Bonne-Espérance datează din secolul al XIII-lea. Cele mai vechi înregistrări scrise despre locul datează din secolul al XIV-lea ca Aseracum și Azaracum.
În 1864, orașul era numit Azerac.

## Politica și administrația

### Atașamente administrative și electorale
Din 1790, municipalitatea Azerat este atașată la cantonul Thenon, care depinde de cartierul Montignac până în 1795, data de suprimare a districtelor. În 1801, cantonul depinde de cartierul Périgueux.
Ca parte a reformei din 2014, definită prin decretul din 21 februarie 2014, cantonul Thenon a dispărut în alegerile departamentale din martie 2015. Municipalitatea este apoi atașată în districtul electoral al Haut-Périgord Noir.
În 2017, Azerat se află în cartierul Sarlat-la-Canéda.

## Evoluția populației
Evoluția numărului de locuitori este cunoscută prin recensămintele populației desfășurate în comuna din 1793. Din 2006, populațiile legale ale comunelor sunt publicate anual de INSEE. Recensământul se bazează acum pe o colecție anuală de informații, care acoperă succesiv toate teritoriile municipale pe o perioadă de cinci ani. Pentru municipalitățile cu mai puțin de 10.000 de locuitori, se efectuează un sondaj de recensământ al întregii populații la fiecare cinci ani, populațiile legale ale anilor intermediari fiind estimate prin interpolare sau extrapolare. Pentru municipalitate, primul recensământ cuprinzător în cadrul noului sistem a fost efectuat în 2008.
În 2015, municipalitatea avea 449 de locuitori, o creștere de 6,4% față de 2010 (Dordogne: + 0,31%, Franța, cu excepția Mayotte: + 2,44%).
| An        | 1975 | 1982 | 1990 | 1999 | 2006 | 2009 |
| --------- | ---- | ---- | ---- | ---- | ---- | ---- |
| Populație | 454  | 419  | 407  | 409  | 421  | 416  |